# حجلان (لودر)

تعديل مصدري - تعديل

حجلان هي إحدى قرى عزلة زارة بمديرية لودر التابعة لمحافظة أبين، بلغ تعداد سكانها 202 نسمة حسب تعداد اليمن لعام 2004.